# Diana Chasma (quadrangle)

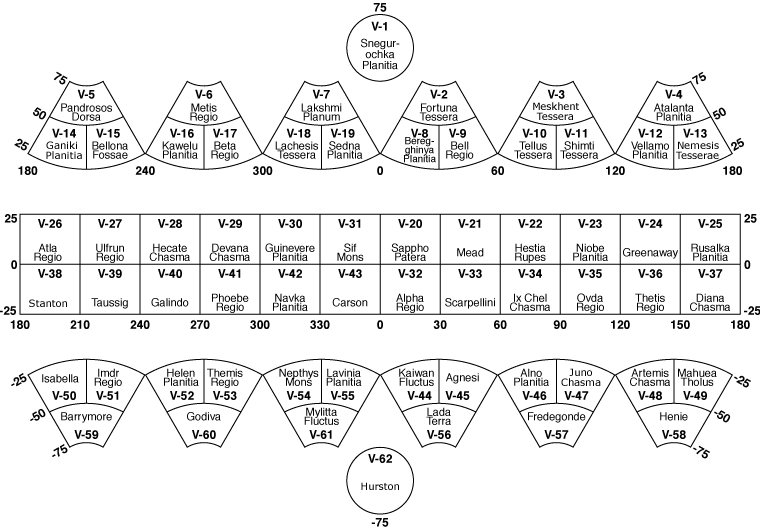
Quadrangles op Venus op schaal 1 : 5.000.000

Diana Chasma (V–37; breedtegraad 0°–25° S, lengtegraad 150°–180° E) is een quadrangle op de planeet Venus. Het is een van de 62 quadrangles op schaal 1 : 5.000.000. Het quadrangle werd genoemd naar de gelijknamige kloof die op zijn beurt is genoemd naar Diana, de Romeinse godin van de jacht en de Maan.
Van oost naar west lopen twee chasmata, Dali Chasma en Diana Chasma, die behoren tot de diepste en steilste kloven op Venus met een diepte tot 3 kilometer en hellingen van meer dan 30°.

## Geologische structuren in Diana Chasma
Chasmata
- Dali Chasma
- Diana Chasma

Colles
- Ran Colles

Coronae
- Atahensik Corona
- Bona Corona
- Ceres Corona
- Eigin Corona
- Flidais Corona
- Hannahannas Corona
- Khabuchi Corona
- Miralaidji Corona
- Nirmali Corona
- Saunau Corona
- Seia Corona
- Sith Corona

Dorsa
- Vetsorgo Dorsum
- Zaryanitsa Dorsa

Fluctus
- Agrimpasa Fluctus
- Dotetem Fluctus
- Henwen Fluctus

Inslagkraters
- Alison
- Austen
- Blanche
- Dheepa
- Gulnara
- Langtry
- Leona
- Markham
- Martinez
- Patimat
- Safarmo
- Warren
- Zeinab

Planitiae
- Rusalka Planitia

Tesserae
- Nuahine Tessera

Tholi
- Khotal-Ekva Tholi
- Vilakh Tholus

Valles
- Poranica Valles